# 面相學

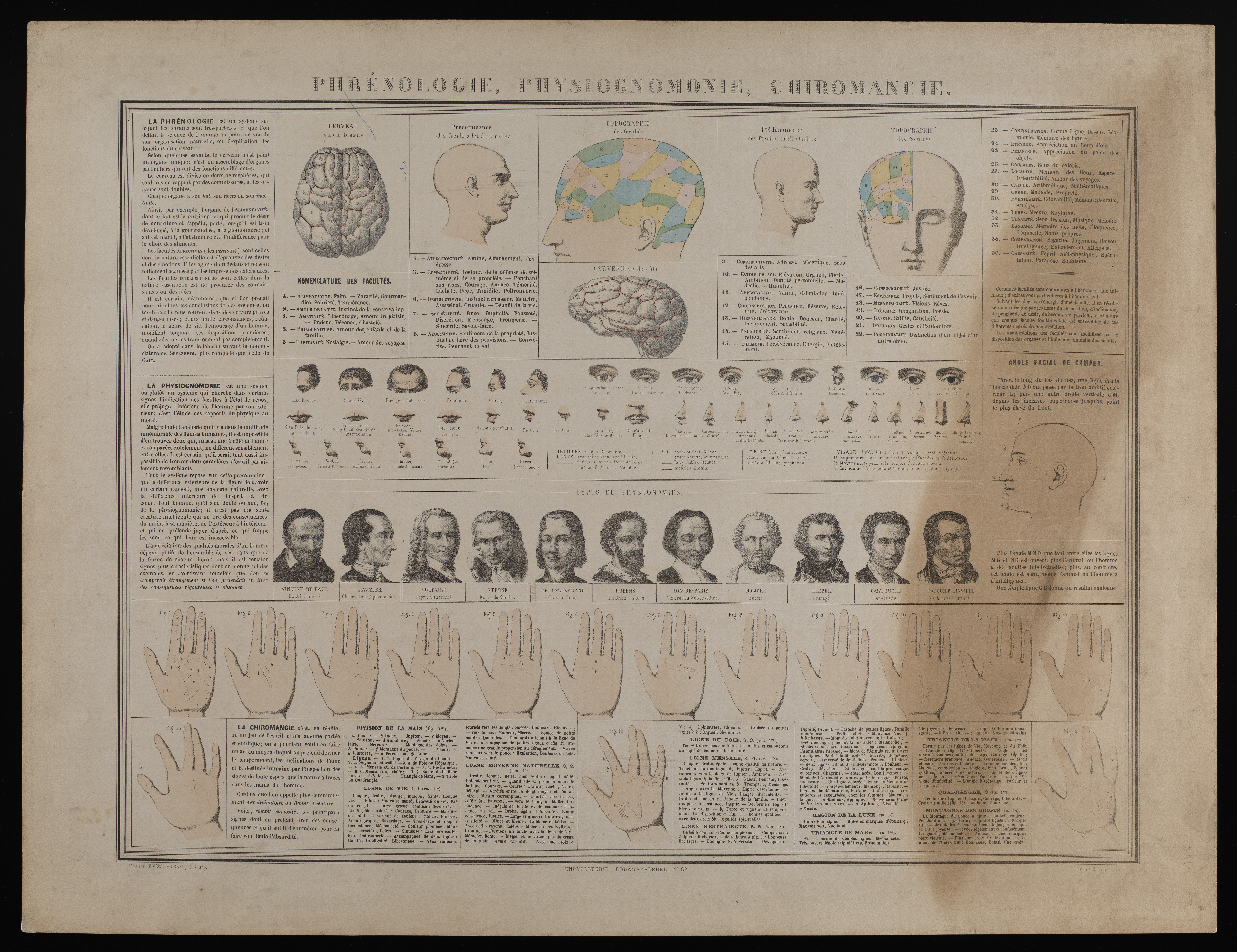
19世纪的一份颅相学、面相学及手相学基础图表

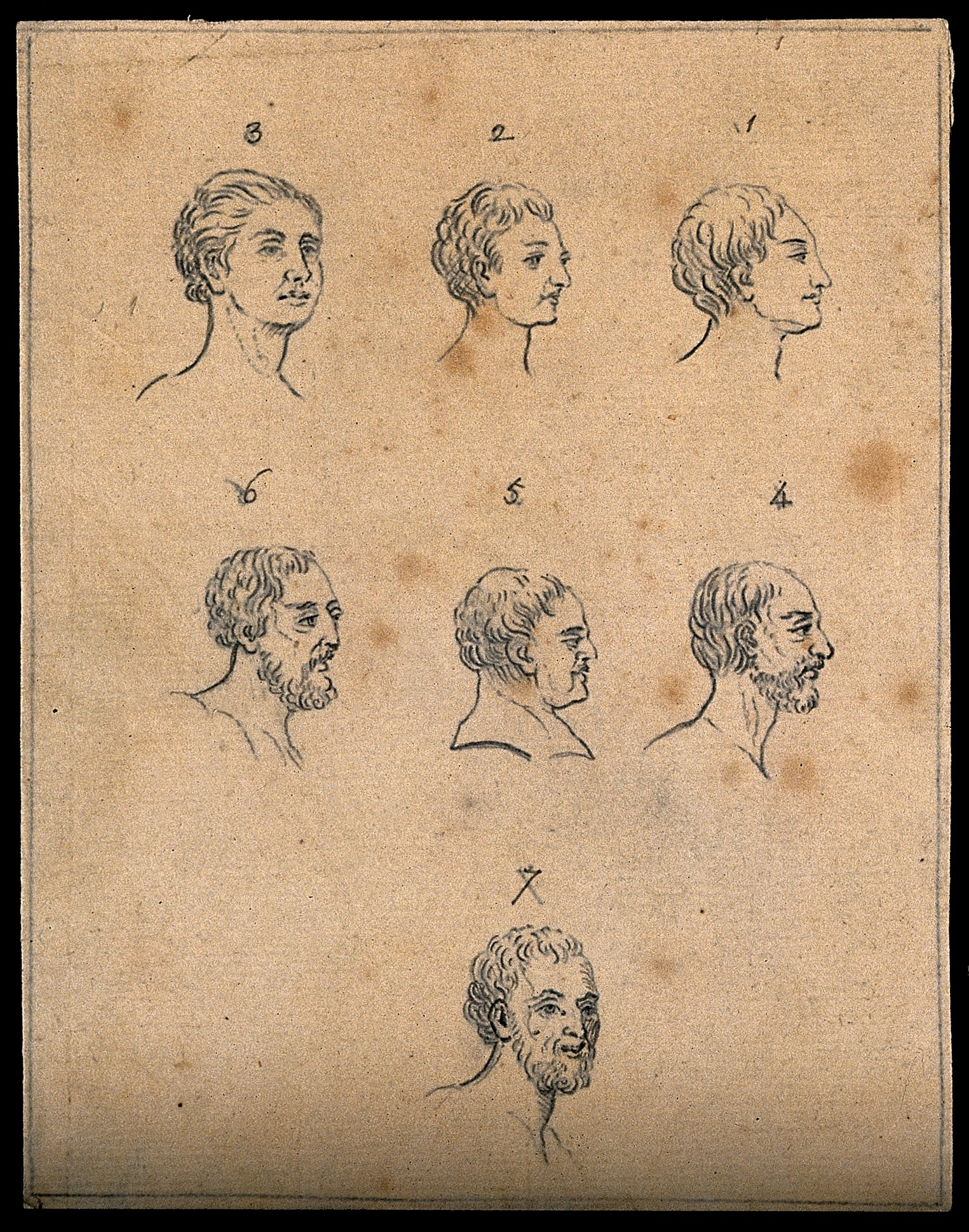
1793年的一份面相学图

面相學（英語：Physiognomy）是從一個人的外表（尤其是面部）評估一個人的性格或命運等的做法。該術語還可以指人、物體或地形的一般外觀，而不涉及其隱含特徵—如單個植物或植物群落（見植被）的地貌。
相貌學的歷史研究符合偽科學的當代定義；當今相貌研究的可信度各不相同。這種做法為一些古希臘哲學家所接受，但在中世紀歐洲聲名狼藉。在 19 世紀後期失寵之前，它復興並由約翰·卡斯帕·拉瓦特 (Johann Kaspar Lavater) 推廣。 19 世紀的面相學尤其被認為是科學種族主義的基礎。
相貌學有時被稱為“人體檢查”（英語：anthroposcopy），這個術語起源於 19 世紀。

## 相術

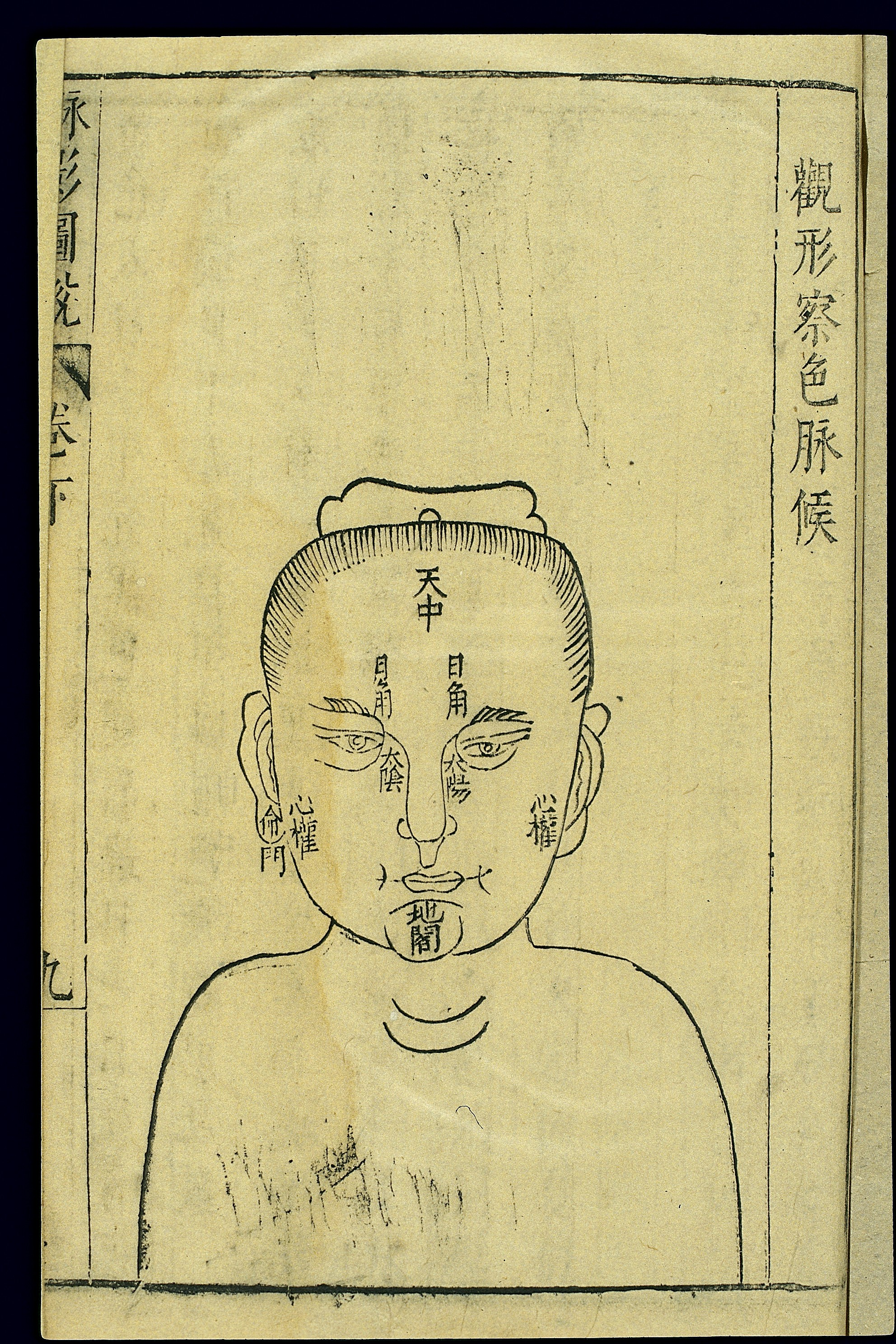
《人元脉影归指图说》晚明刻本中关于相面的插图

相術，是五術之一，所謂「相」一般言包括：印相、名相、人相、宅相、墓相等五種，是觀察存在於現象界形象的一種占卜。
這個行業的從業員一般稱為算命或看相先生，他們說可以從人的面貌或手掌的紋路來預知命運。可預知命運的位置分為手相、面相、骨相、痣相、內相、眼神、聲音、氣色、皮毛髮膚、動態、氣質、氣魄、氣概等。專門研究宅相、墓相的是相術底下的風水學。
該領域知名從業者有許負、朱建平、陳摶、袁柳莊、袁忠徹等。

### 中國面相學

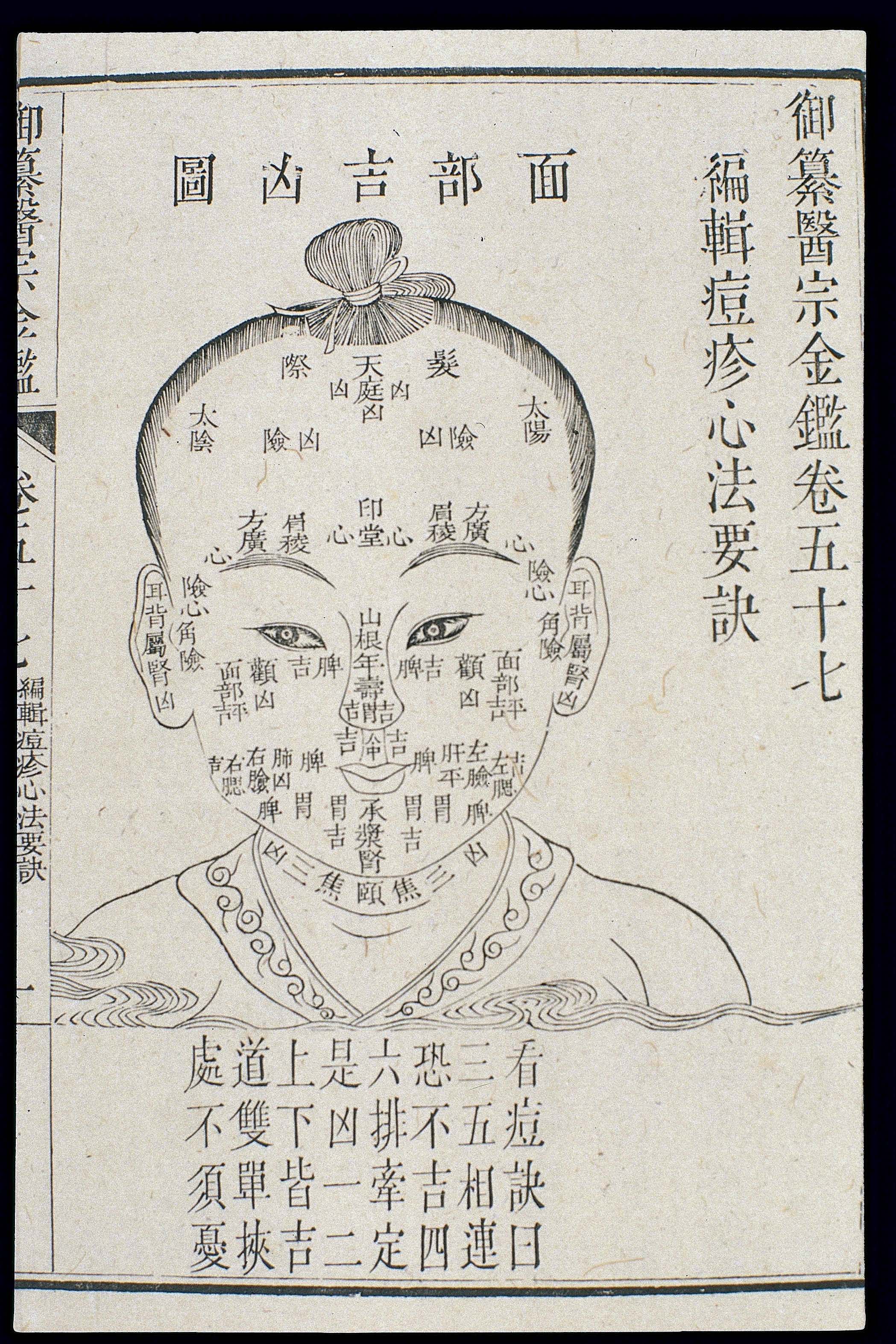
《医宗金鉴·痘疹心法要诀》中的面部吉凶图，乾隆七年武英殿刻本

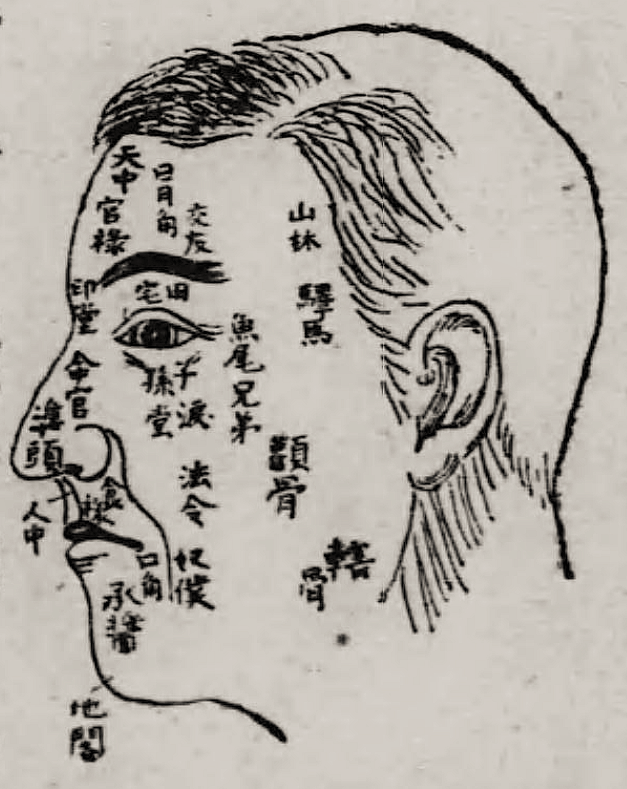
1918年日本《国民之顾问》里的观相学插图

面相學是中國五術中的一種學問，主要從人的面上或身上的特徵、行為舉止等來判斷一個人的性格和健康，從而推測一個人的命運。現今面相學融合西洋解剖學，最基本分為三質，心性質、筋骨質、營養質，從膚色五官高矮胖瘦皆可從這三質來論，三質定位後再依據流年細論，並搭配五官。（若三質熟悉則可加入中國相法中的“五行”來分類）相絕對不單論，定要配合整體，否則將斷章取義判斷失策。
面相的記載很早。《礼记》載：“凡视上于面则傲，下于带则忧，倾则奸。”又如勾踐平吳之後，范蠡深知勾踐為人“長頸鳥喙，可與共患難，不可與共樂”，遂與西施一起泛舟齊國，變姓名為鴟夷子皮。其他如蘇秦是“骨鼻劍脊”；項羽乃“目有重瞳”；周亞夫是“縱理入口”，纵理即法令，相术谓纵理入唇为饿死之相；劉秀則是“隆準日角”。
宋朝的萧注稱王安石“牛目虎顾，视物如射。”如能定眼注视太阳，认为是一种贵相。例如《百家诗话》：記載陳莹中“尝入朝，已立班上，御朝差晚，杲日照耀，蔡京注目视日久，不瞬。莹中私谓同省曰：‘此公视日不瞬，真贵人也。’”《浮生六記》的作者沈復也能“張目對日”。
曾国藩天生一对三角眼，人見人怕。曾国藩本人亦精相术，例如曾氏稱江忠源，“此人必立名天下，然当以节烈死。”曾的日记中還记载相人口诀：“邪正看眼鼻，真假看嘴唇，功名看气概，富贵看精神，立意看指爪，风波看脚筋。若要看条理，全在言语中。”《清稗类钞·方伎》記有《曾文正好相术》。

#### 術語
以下分類皆為相學術語，例如三停，分上停（髮際至額頭），中停（印堂至鼻準），下停（人中至下巴）
1. 陰陽
2. 三質（西洋面型學）
3. 三停（上停，中庭，下停）：《神相全编》卷二《身相三停》：“身分三停，头为上停，人矮小而头大长者有上梢而无下梢，身长大而头短小者一生贫贱。自肩至腰为中停，中停要匀称，短则无寿。”
4. 五官（耳、眉、眼、鼻、口）
5. 四瀆（耳、眼、鼻、口）
6. 五嶽（額、鼻、下巴、兩顴）
7. 六府（天倉[上二府]、命門[中二府]、奴僕宮[下二府]）
8. 六曜（兩眉、兩眼、命宮、山根）
9. 八卦
10. 九州
11. 面型（中國十大面型：由、甲、申、田、同、王、圓、目、用、風）
12. 十二宮（命宮、兄弟宮[眉]、夫妻宮、子女宮、財帛宮、疾危宮、遷移宮[驛馬]、官祿宮、田宅宮、奴僕宮、福德宮、父母宮）
13. 十三部位
14. 紋、痕、痣、斑
15. 內相（包括肩膊、腰、背、胸、腹、臍、臂、四肢、頸、乳房（女性為主）、下陰、肛門、肌肉、皮毛髮膚、牙、舌）
16. 骨相（包括十四骨法及頭骨）。《瑞桂堂暇录》：“东坡自谪海南归，人有问其迁谪辛苦者，坡答曰：‘此乃骨相所招。少时入京师，有相者云：一双学士眼，半个配军头，异日文章虽当知名，然有迁徙不测之祸，今日悉符其语。’”
17. 動相（包括行相、坐立相、食相、卧相、哭相、笑相等）
18. 聲相
19. 氣色
20. 型局（包括五行、飛禽走獸（50種）、清奇古怪幼異嫩重等。）